# Aeroportul Amborovy
Aeroportul Amborovy (IATA: MJN, ICAO: FMNM) este un aeroport din Madagascar ce deservește zona Mahajanga. Aeroportul a fost tranzitat în 2018 de 39.450 de pasageri.
Situat la o altitudine de 27 m, aeroportul dispune de o singură pistă.